# Завеличенская волость

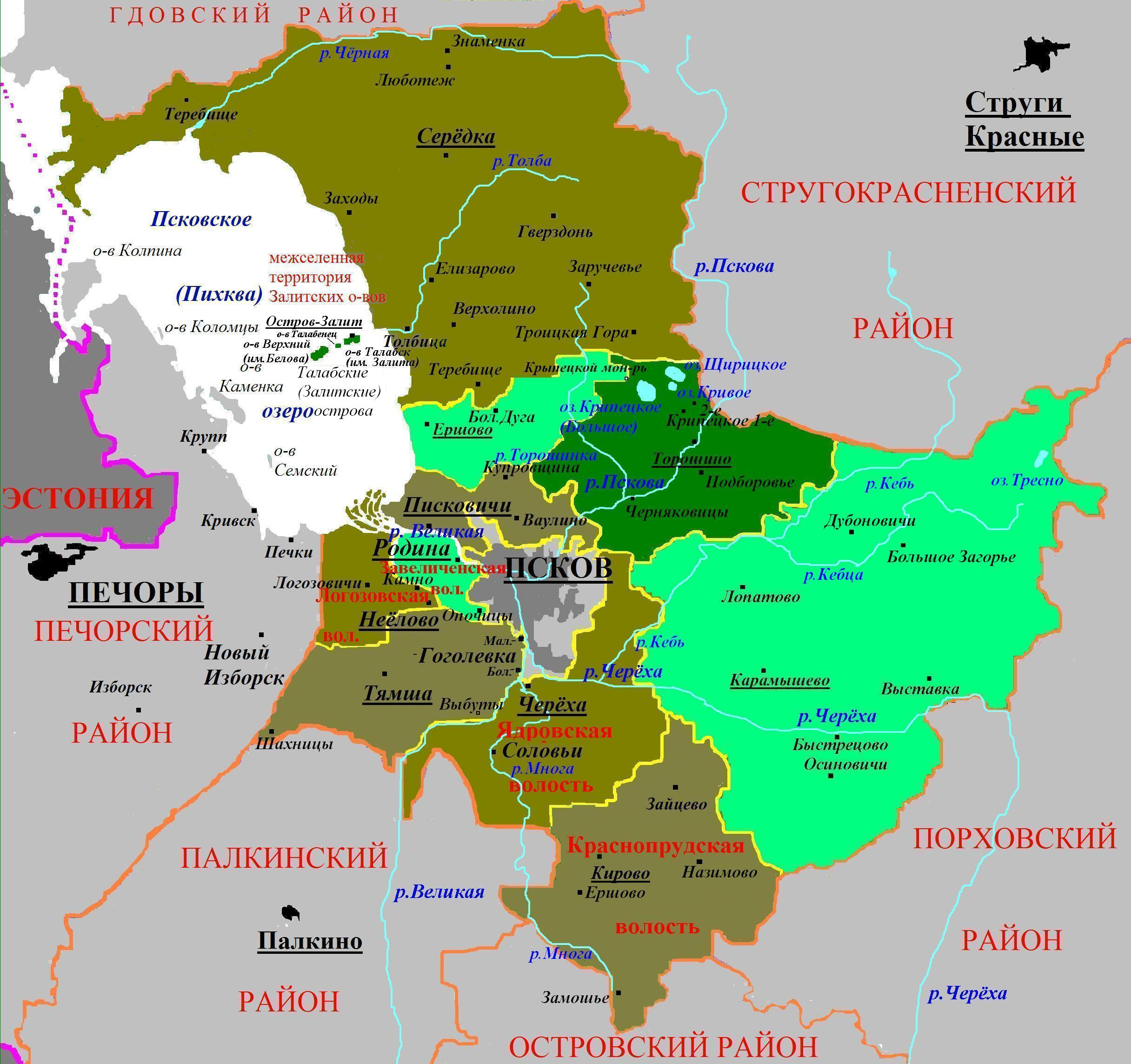
Административное деление Псковского района (2010)

Завеличенская волость — административно-территориальная единица 3-го уровня и муниципальное образование со статусом сельского поселения в Псковском районе Псковской области России.
Административный центр — деревня Родина — находится на северо-западной границе города Псков, на левом берегу реки Великой.

## География
Территория волости граничит на западе с Логозовской волостью (по реке Каменка), на юге — с Тямшанской волостью (примерно по Рижскому шоссе А212), на востоке — с городским округом Псков, на севере — по реке Великой — с Писковичской волостью Псковского района.

## История
Завеличенская волость уже существовала в 1925 — 1927 годах как административно-территориальная единица в составе Псковского уезда Псковской губернии РСФСР и в 1925 году включила обширные территории сперва в составе 8 сельсоветов (Завеличенский, Логозовский, Погорельский, Рюжский, Савинский, Тямшанский, затем добавились Ворошиленский и Кисловский сельсоветы); позже в 1926 году в её составе также были образованы ещё 3 сельсовета (Воронинский, Каменский и Ядровский сельсоветы). Постановлением Президиума ВЦИК от 1 августа 1927 года губернии, уезды и волости в СССР были упразднены, а сельсоветы упразднённой Завеличенской волости были включены в состав новообразованного Псковского района Псковского округа Ленинградской области, в том числе Завеличенский сельсовет.
Постановлением Псковского областного Собрания депутатов от 26 января 1995 года все сельсоветы в Псковской области были переименованы в волости, в том числе Завеличенский сельсовет превращён в Завеличенскую волость.
Законом Псковской области от 28 февраля 2005 года в границах волости было образовано также муниципальное образование Завеличенская волость со статусом сельского поселения с 1 января 2006 года в составе муниципального образования Псковский район со статусом муниципального района.
Тогда же в 2005 году из Тямшанской волости в Завеличенскую волость была передана деревня Уграда; при этом в состав Тямшанской волости  из состава Завеличенской волости были переданы 3 деревни: Большая Гоголёвка, Малая Гоголёвка, Новая Гоголёвка.

## Население
| 2002  | 2008  | 2009  | 2010  | 2012    | 2013    | 2014    |
| ----- | ----- | ----- | ----- | ------- | ------- | ------- |
| 3381  | ↗3571 | ↗4006 | ↗4572 | ↗5283   | ↗5705   | ↗6447   |
| 2015  | 2016  | 2017  | 2018  | 2019    | 2020    | 2021    |
| ↗7161 | ↗7895 | ↗8815 | ↗9921 | ↗10 887 | ↗11 970 | ↗16 099 |

Причиной столь интенсивного роста численности населения Завеличенской волости является её активная застройка многоэтажными домами в пределах границ населённых пунктов д. Родина и д. Борисовичи, которые, вплотную прилегая к границам города Пскова, фактически являются его частью.

## Населённые пункты
В состав Завеличенской волости входят 13 деревень:
| №  | Населённый пункт | Тип     | Население, чел. оценка 2001 | Население, чел. перепись 2021 | Население, чел. перепись 2021 | Население, чел. оценка 2021 |
| -- | ---------------- | ------- | --------------------------- | ----------------------------- | ----------------------------- | --------------------------- |
| 1  | Борисовичи       | деревня | 108                         | ↗7293                         | ↗7293                         | ↗7293                       |
| 2  | Георгиевская     | деревня |                             |                               | ↗8                            | ↗8                          |
| 3  | Гнилуха          | деревня | 39                          | ↗43                           | ↗43                           | ↗43                         |
| 4  | Дворец           | деревня | 25                          | ↗27                           | ↗27                           | ↗27                         |
| 5  | Дурково          | деревня | 14                          | ↗29                           | ↗29                           | ↗29                         |
| 6  | Заровенье        | деревня | 79                          | ↗81                           | ↗81                           | ↗81                         |
| 7  | Звенковичи       | деревня | 34                          | ↗27                           | ↗27                           | ↗27                         |
| 8  | Кусва            | деревня | 77                          | ↗98                           | ↗98                           | ↗98                         |
| 9  | Наволок          | деревня | 17                          | ↘18                           | ↘18                           | ↘18                         |
| 10 | Опочицы          | деревня | 204                         | ↗228                          | ↗228                          | ↗228                        |
| 11 | Пески            | деревня | 78                          | ↗103                          | ↗103                          | ↗103                        |
| 12 | Родина           | деревня | 2616                        | ↗7772                         | ↗7772                         | ↗7772                       |
| 13 | Уграда           | деревня | 469                         | ↗594                          | ↗594                          | ↗594                        |